# Николаевка (Нововодолажский район)
Николаевка (укр. Миколаївка, до 2019 — Мелиховка) — село, Мелиховский сельский совет, Нововодолажский район, Харьковская область.
Код КОАТУУ — 6324282001. Население составляет 684 человека.
Является административным центром Мелиховского сельского совета, в который, кроме того, входит село Парасковия.

## Географическое положение
Село Мелиховка находится на реке Берестовая (в основном на правом берегу), выше по течению на расстоянии в 2 км расположено село Охочее, ниже по течению примыкает село Парасковия. Село вытянуто вдоль реки на 6 км.

## История
- 1732 — дата основания как села Ленивка.
- 1920 — переименовано в село Мелиховка.
- 2019 — переименовано в село Николаевка

## Экономика
- Молочно-товарная и свинотоварная фермы.
- «Мелиховское», сельскохозяйственное ООО.
- Несколько газовых скважин и газораспределительных станций.

А именно около 100 скважин

## Объекты социальной сферы
- Школа.
- Мелиховская амбулатория семейной медицины.
- Дом культуры.

## Достопримечательности
- Останки Параскевской крепости Украинской линии и земляной вал.
- Свято-Николаевский храм.
- Братская могила советских воинов.

## Известные жители
- Е. В. Попадинец — российский видеоблогер, владелец канала «Utopia Show»[3].